# The "Priest" They Called Him

William S. Burroughs, lo scrittore della storia originale e il narratore della canzone

The 'Priest' They Called Him  (Lo Chiamavano 'Il Prete') è una collaborazione tra lo scrittore americano William S. Burroughs e il musicista Kurt Cobain. Nel brano, Cobain fornisce un accompagnamento di chitarra basato su "Silent Night" (conosciuta come "Astro del ciel" in italiano) e      "The Star-Spangled Banner" sopra la voce di Burroughs, mentre quest'ultimo narra una delle sue storie corte, "The Junky's Christmas" (Il Natale Del Tossico). Pubblicato originariamente nel 1993 come picture disc da 10 pollici in edizione limitata dalla Tim/Kerr Records, è stato successivamente ripubblicato su CD e vinile da 10 pollici.

## Storia
Kurt Cobain scoprì e iniziò a leggere William S. Burroughs al suo ultimo anno di liceo, e il suo stile di scrittura lo influenzò. Nel 1992, Cobain contattò Burroughs proponendo una collaborazione, e Burroughs gli mandò una copia di 'The Junky's Christmas' che registrò nel suo studio a Lawrence, in Kansas.  Due mesi dopo Cobain aggiunse la sua traccia di chitarra, basata su "Silent Night ", "The Star-Spangled Banner" e "To Anacreon in Heaven". I due si incontrarono poco dopo, creando la versione finale della canzone.

## Copertina
La copertina è una foto del bassista dei Nirvana, Krist Novoselic, vestito da prete. Fu scattata da Mark Trunz.